# Supereterodina

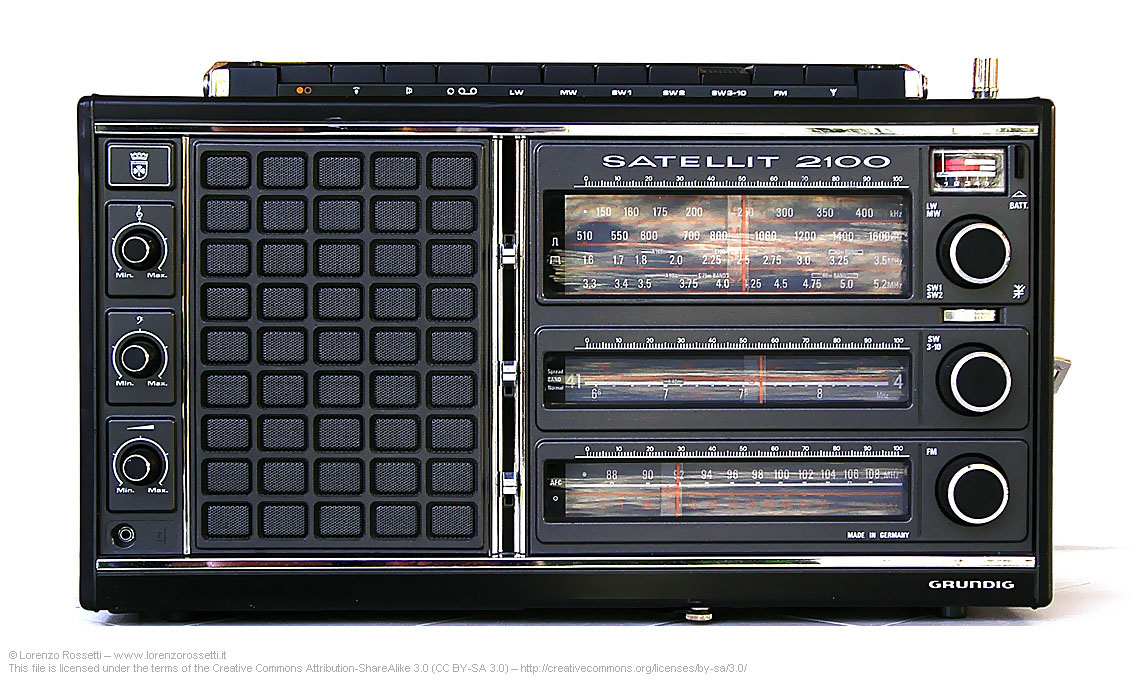
Ricevitore a conversione supereterodina (fine anni '70)

In telecomunicazioni e elettronica la tecnica di conversione supereterodina è utilizzata in numerosi apparecchi ricevitori in grado di ricevere e demodulare una vasta gamma di frequenze. Il circuito fu ideato da Lucien Lévy nel 1917 ma fu brevettato da Edwin Howard Armstrong nel 1918. Questi fece sua l'idea di Levy, che solo nel 1928, dopo una lunga vertenza giudiziaria, venne riconosciuto come il legittimo inventore.

## Storia del brevetto
L'ingegnere francese Lucien Lévy presentò una domanda di brevetto nell'agosto del 1917, ottenendo il brevetto n° 493660. Anche l'ingegnere americano Edwin Howard Armstrong presentò una domanda di brevetto nel 1917, alcuni mesi dopo Lévy.
Inizialmente l'Ufficio brevetti americano riconobbe Armstrong come inventore e l'8 giugno 1918 gli concesse il brevetto US Patent 1,342,885. Nel 1918 anche il tedesco Walter H. Schottky presentò una domanda di brevetto. Dopo varie dispute legali presso corte di giustizia americana, venne riconosciuto a Lévy il brevetto US patent No 1,734,938, che gli riconosceva la priorità su 7 delle nove richieste avanzate da Armstrong nella sua richiesta di brevetto, mentre le rimanenti due furono assegnate a Alexanderson della GE e a Kendall della AT&T.

## Funzionamento
Negli apparecchi radio, è necessario selezionare la sola frequenza di ricezione e questo richiederebbe l'utilizzo di uno specifico filtro a radiofrequenza per ciascuna delle stazioni che si vogliono ricevere. Benché questo fosse quello che si faceva nei primi tempi della radio, all'aumentare del numero delle frequenze alle quali venivano irradiati i segnali, questo approccio sarebbe stato antieconomico e avrebbe potuto comunque fornire solo un numero limitato di stazioni ricevibili.
D'altro canto, la realizzazione di un solo filtro a frequenza variabile che copra tutto lo spettro radio sarebbe troppo difficile e molto costoso.
Fin dai primi anni del '900 si pensò quindi ad un sistema in grado di convertire le frequenze ricevute ad una frequenza fissa chiamata frequenza intermedia fi alla quale operano tutti i circuiti di filtraggio e demodulazione.
Per fare questo, i ricevitori supereterodina sfruttano un particolare circuito chiamato mixer. All'ingresso di questo circuito, si pongono il segnale proveniente dall'antenna, che sarà processato da un filtro a RF a banda larga centrato su una frequenza {\displaystyle f_{s}}, e un segnale generato da un oscillatore locale ad una frequenza {\displaystyle f_{L}} tale che {\displaystyle f_{i}=|f_{L}-f_{s}|}. Quando su un ricevitore supereterodina azioniamo i comandi di sintonia, quindi, andiamo a variare sia la {\displaystyle f_{s}} del primo filtro che la {\displaystyle f_{L}} dell'oscillatore locale per mantenere sempre verificata l'identità.
Il mixer sottrae le frequenze dei due segnali e restituisce sempre un segnale con il contenuto informativo del segnale prelevato dall'antenna, ma traslato alla {\displaystyle f_{i}}. A questa frequenza, opera il filtro a banda stretta, che seleziona il canale desiderato e invia il segnale ai demodulatori.
Il mixer è semplicemente un circuito che opera in maniera non lineare, sfruttando la distorsione da intermodulazione per produrre la componente alla frequenza differenza. In particolare, si sfrutta una proprietà trigonometrica per la quale il prodotto tra due segnali sinusoidali (il segnale originale e quello dell'oscillatore di riferimento) è scomponibile nella somma di due sinusoidi, la prima con frequenza pari alla differenza dei due segnali prodotto, e la seconda con frequenza pari alla somma (Formule di Werner). Poiché la prima sinusoide rappresenta proprio un segnale appartenente alla banda comune, questa soluzione permette proprio la traslazione voluta del segnale.

A livello di transistor, un mixer può essere realizzato tramite un circuito a cella di Gilbert.

Diagramma a blocchi di un ricevitore a supereterodina

### Il problema della banda immagine
In presenza di n segnali all'ingresso del blocco RF, vi è la possibilità di selezionare un solo segnale, ma si dà il caso che un segnale adiacente, sotto forma di disturbo, passi attraverso il filtro passa banda, anche se molto selettivo, posto nel blocco mixer. Questo evento si chiama problema della banda immagine. Ricordando che {\displaystyle \cos(a)*cos(b)=1/2[\cos(a+b)+\cos(a-b)]}, otterremo due componenti per ogni segnale entrante:
- una ad alta frequenza: {\displaystyle \cos[2\pi (f_{s}+f_{L})t]}
- una a bassa frequenza: {\displaystyle \cos[2\pi (f_{s}-f_{L})t]}

La componente ad alta frequenza verrà sicuramente filtrata, mentre per quella a bassa frequenza bisognerà tener conto del fatto che: {\displaystyle \cos(a)=\cos(-a)} e quindi che {\displaystyle f_{L}-f_{s}} di un segnale non voluto coincida ugualmente con la frequenza {\displaystyle f_{i}} su cui è centrato il filtro passa banda del blocco mixer. Si renderà necessario inserire un sintonizzatore sulla frequenza {\displaystyle f_{s}} in modo da filtrare a monte del blocco mixer le componenti che non faranno parte del segnale utile.